# Mörön Airport
Mörön Airport är en flygplats i Mongoliet.   Den ligger i provinsen Chövsgöl, i den centrala delen av landet, 500 km väster om huvudstaden Ulaanbaatar. Mörön Airport ligger 1 298 meter över havet.
Terrängen runt Mörön Airport är platt åt sydväst, men åt nordost är den kuperad.  Trakten runt Mörön Airport är nära nog obefolkad, med mindre än två invånare per kvadratkilometer. Närmaste större samhälle är Mörön, 5,6 km sydost om Mörön Airport. Trakten runt Mörön Airport består i huvudsak av gräsmarker.